# 15 cm haubits m/39
15 cm haubits m/39 licenstillverkades ursprungligen i Österrike. Men efter anslutningen till Tyskland 1938 fick Sverige en möjlighet att köpa de 28 pjäserna som ur tysk synvinkel avvek från deras standard. Under 1939–1941 levererades pjäserna som tilldelades A6. De döptes i Sverige till 15 cm haubits m/39.
Till skillnad från 15 cm haubits m/38 var de importerade haubitserna försedda med skruvmekanism av Bofors ogivaltyp och längre eldrör - 24 kalibrar jämfört med 22 kalibrar. m/39 hade längre skottvidd än m/38 som av besparingsskäl hade beställts för samma ammunitionstyp som de äldre 15 cm haubits m/06. En tänkt order på ytterligare 32 haubitser m/38 ändrades därför till 85 stycken pjäser av samma typ som de österrikiska. De döptes till 15 cm haubits m/39B och levererades med 8 stycken under 1944, 22 stycken under 1945 samt 55 stycken under 1946.
Jämfört med m/38 hade m/39 ett större höjdriktfält, 70° istället för 48°. Detta skedde till priset av ett ganska snävt sidriktfält - endast 45°. Men på m/39B hade man ett höjdriktfält lika stort som på m/39, och ett sidriktfält om 60° samma som på m/38.
Modell 39 var konstruerad för delad transport. Det betydde att eldröret transporteras på en särskild eldrörsvagn för att få ned vikten så att pjäsen kunde dras av hästar. Till varje pjäsgrupp behövdes alltså två terrängdragbilar Volvo TVB. På m/39B kunde man vid transport dra tillbaka eldröret för att få en jämnare viktfördelning likt haubits m/38. Till m/39B räckte det därför med bara en dragbil, den större Volvo TVC. Principen med delad transport medförde givetvis att m/39 var långsammare att gruppera än den nyare B-modellen. Senare byggdes därför haubits m/39 om för ihopsatt transport.
Andra skillnader var att m/39 hade en mekanisk körbroms som manövrerades från dragfordonet med ett bromsrep. Modell 39B fick däremot tryckluftsmanövrerade bromsar. Även riktinstrumenten var olika mellan m/39 och m/39B och till skillnad från m/38 så saknar både m/39 och m/39B sköld.
De båda typerna skiljer sig också vad gäller föreställarna. Till m/39B användes en sadelföreställare med små hjul med massiva ringar medan m/39 hade en föreställare av äldre typ med hjul av samma dimension som lavett och eldrörsvagn.
Under 1960-talet modifierades m/39 och m/39B genom att de gamla stålhjulen med massiva gummiringar byttes till moderna hjul med pneumatiska ringar och man monterade stödhjul på lavettbenen, vilket förenklade den manuella hanteringen av pjäsen samt att markspadarna byttes mot markplattor med markpålar. Senare monterades även en laddbrygga snett bakom bakstycket. Detta ökade eldhastigheten från c:a 6 till 9 skott per minut.
Modell 39(B) användes inom kårartilleriet och senare som fördelningsartilleri. Eftersom den var mycket snabbare att gruppera än den tyngre och klumpigare haubits F användes den dessutom som brigadartilleri vid de i början av 1960-talet uppsatta pansarbrigaderna. Både modell 39 och 39B utgick ur organisationen 1992.

## Galleri

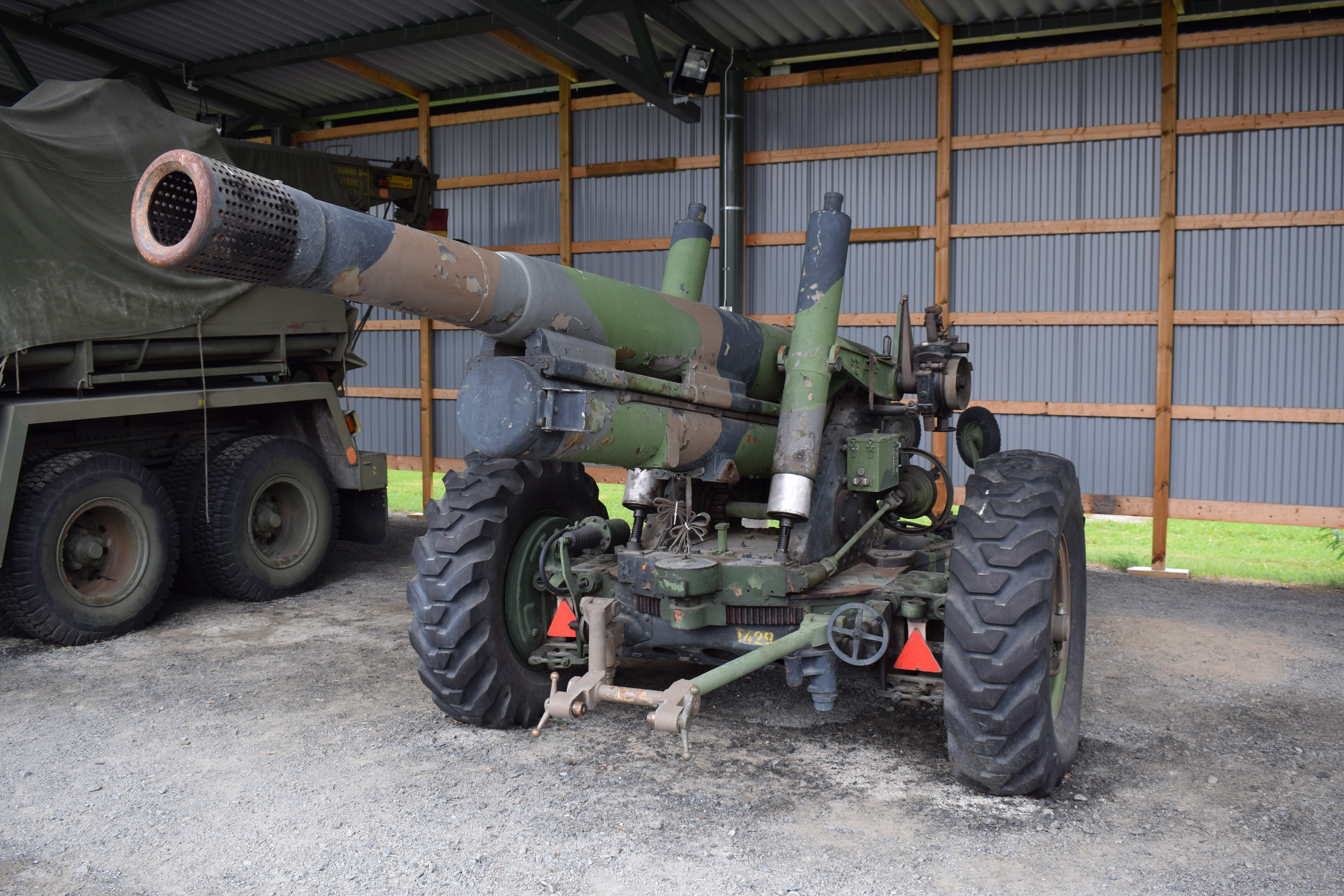
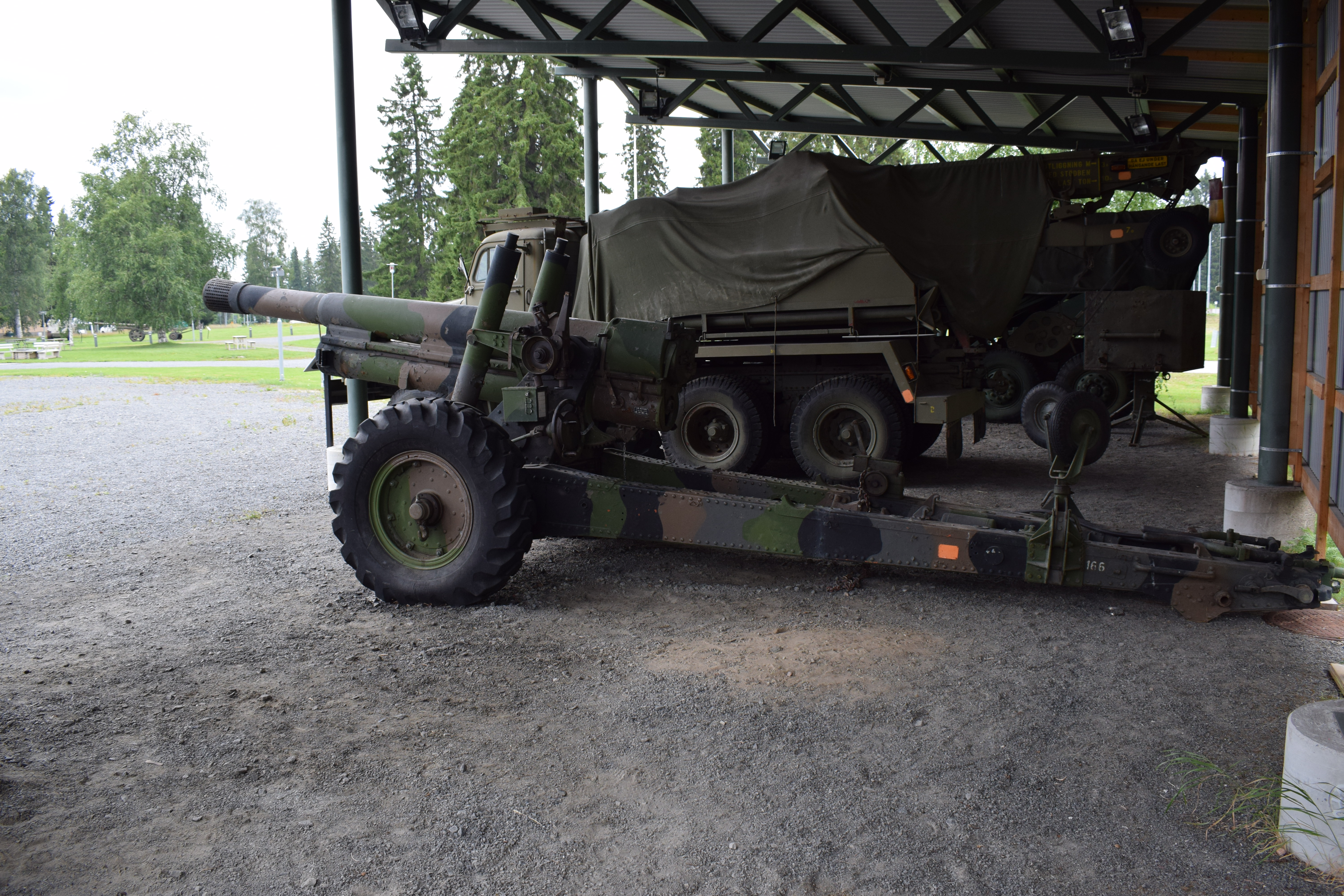
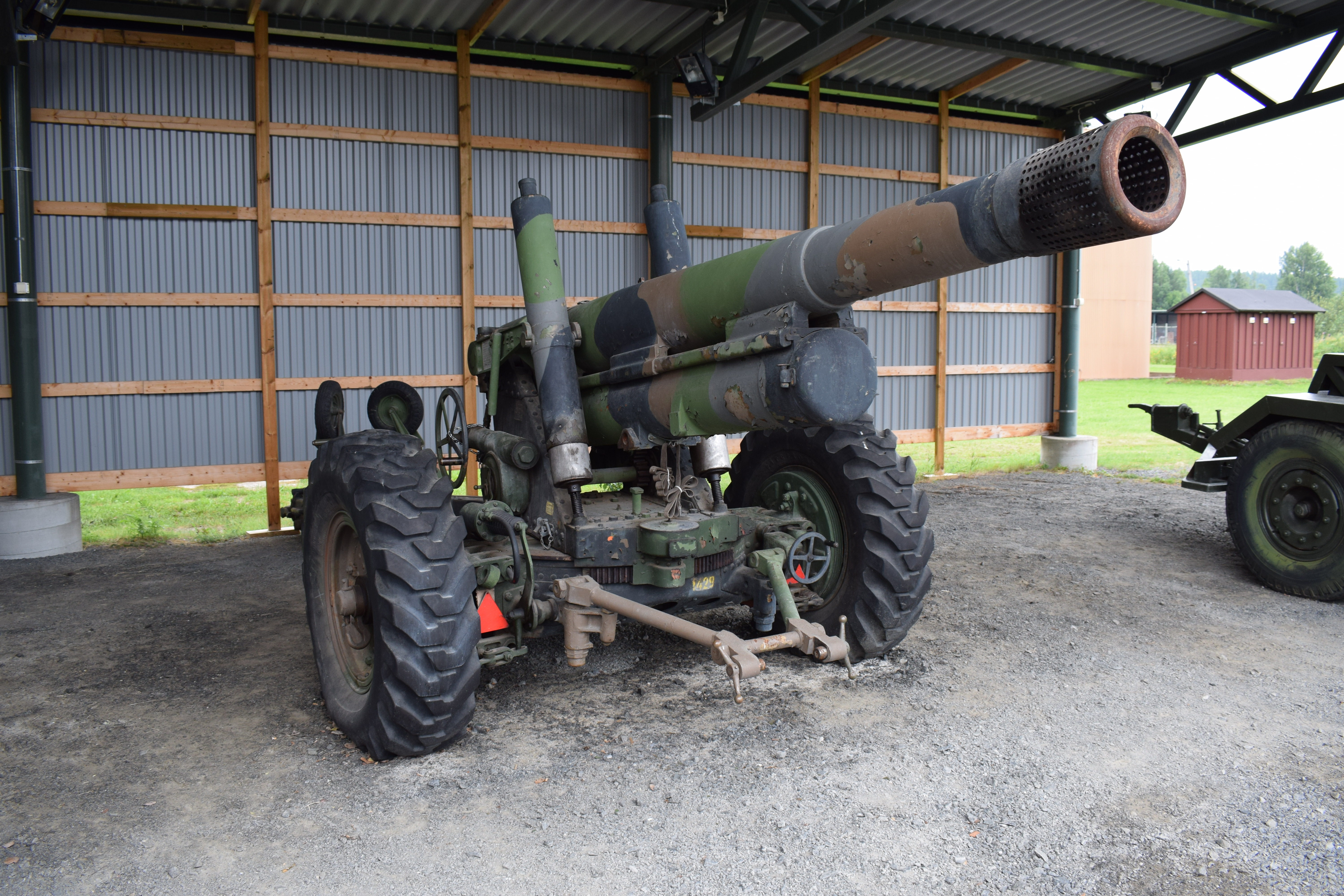
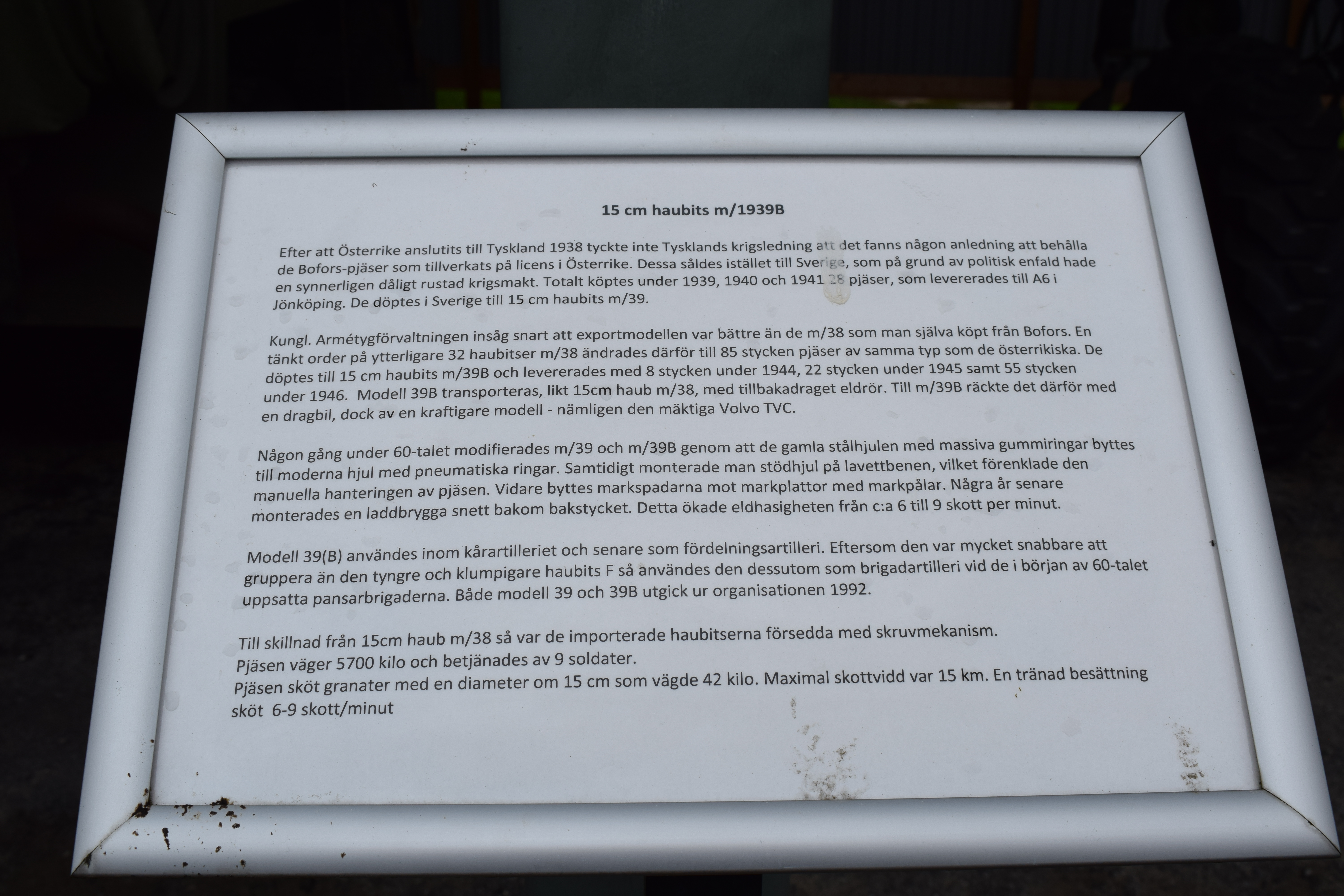